# На Сваннову сторону
«На Сваннову сторону» (фр. Du côté de chez Swann) — перший роман з циклу «У пошуках утраченого часу» французького письменника Марселя Пруста. Вперше опублікований у Франції в листопаді 1913 року.
Книга збентежила навіть доброзичливо налаштованих читачів і критиків, бо, на перший погляд, це був невдалий автобіографічний роман, вельми заплутаний хронологічно, з подіями, які ніяк не шикувалися в загальну картину. Але роман був задуманий автором як спосіб пізнати себе, свою свідомість, свою психіку на матеріалі особистих вражень і переживань, але не лінійною побудовою, а за випадковими сплесками емоцій і проявів пам'яті.[джерело?]

## З історії роману
Роман «На Сваннову сторону» не відразу став однією з книг циклу «У пошуках утраченого часу». Спочатку вона планувалася Прустом, як перша з трьох частин однойменної книги. Після неї повинні були з'явитись «Ґермантська сторона» і «Віднайдений час». Нарис цієї книги був готовий вже в 1909 році, а з 1910 по 1912 рр. Пруст працював над її першою редакцією. Випускаючи у світ в 1913 році у «На Сваннову сторону», Пруст вже закінчив роботу над книгою в цілому. З 712 сторінок переданих видавцеві Грассе в грудні 1912 року в том було включено 467 сторінок. Книга вийшла у світ 14 листопада 1913 р. і залишилася майже не поміченою критикою.
Глибоке потрясіння, перенесене Прустом в 1914 році (загибель його секретаря Альфреда Агостінеллі й війна), призвело до істотної зміни плану роману. Обсяг твору збільшився вдвічі внаслідок частин, пов'язаних з Альбертиною, персонажем, введеним у роман у 1914 або 1915 році.

## Український переклад
Українською мовою роман переклав Анатоль Перепадя в 1997 році.

## Екранізація
В 1984 році Фолькер Шлендорф зняв фільм «Любов Свана», що є вільною екранізацією другої частини роману (Кохання Свана).[джерело?]